# Modicogryllus castaneus
Modicogryllus castaneus är en insektsart som först beskrevs av Lucien Chopard 1928.  Modicogryllus castaneus ingår i släktet Modicogryllus och familjen syrsor. Inga underarter finns listade i Catalogue of Life.